# 埃爾林斯巴赫

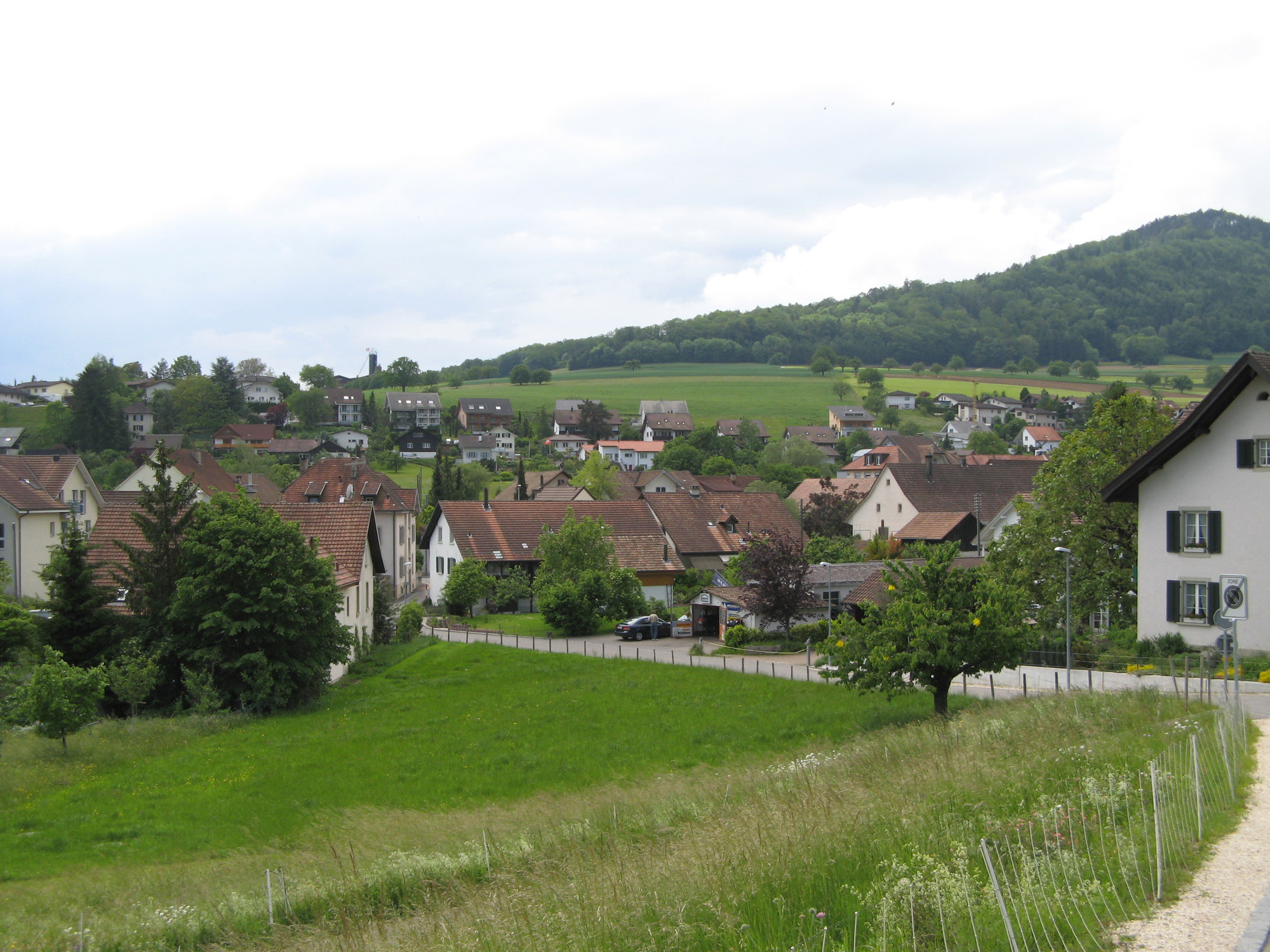

埃爾林斯巴赫是瑞士的城鎮，位於該國北部，由阿爾高州負責管轄，面積9.85平方公里，海拔高度430米，2012年人口3,709，一半人口信奉基督教，人口密度每平方公里377人。